# Katholieke Volkspartij (Hongarije)
De Katholieke Volkspartij (Hongaars: Kat(h)olikus Néppárt) was een politieke partij in het Koninkrijk Hongarije ten tijde van de Oostenrijks-Hongaarse dubbelmonarchie. De partij streefde ernaar om de waarden, belangen en leer van de Katholieke Kerk in Hongarije te vertegenwoordigen.
De partij werd opgericht in 1894 om ook na de scheiding van kerk en staat in de jaren 1890 de katholieke belangen te behartigen. De Katholieke Volkspartij pleitte er ook voor om de minderhedenkwestie aan te pakken en tegemoet te komen aan de eisen van minderheden in Hongarije. Tijdens de Hongaarse crisis van 1905-1906 sloot de partij zich aan bij de verenigde oppositie tegen de niet-parlementaire regering van Géza Fejérváry. Na de verkiezingen van 1906 nam de partij deel aan de regering onder leiding van Sándor Wekerle, met partijvoorzitter Aladár Zichy als Minister naast de Koning, i.e. minister van Buitenlandse Zaken. In 1910 viel deze coalitie echter uiteen en ging de Katholieke Volkspartij in de oppositie. De partij hield op te bestaan in 1918 en ging nadien op in de Christelijk-Sociale Volkspartij. Deze partij werd verboden onder de Hongaarse Radenrepubliek, maar leefde daarna verder als de Partij van Christelijke Nationale Eenheid.